# Мавилис, Лорендзос
Лоре́ндзос Мави́лис (греч. Λορέντζος Μαβίλης; 1860—1912) — греческий лирический поэт, патриот и составитель шахматных задач.

## Биография

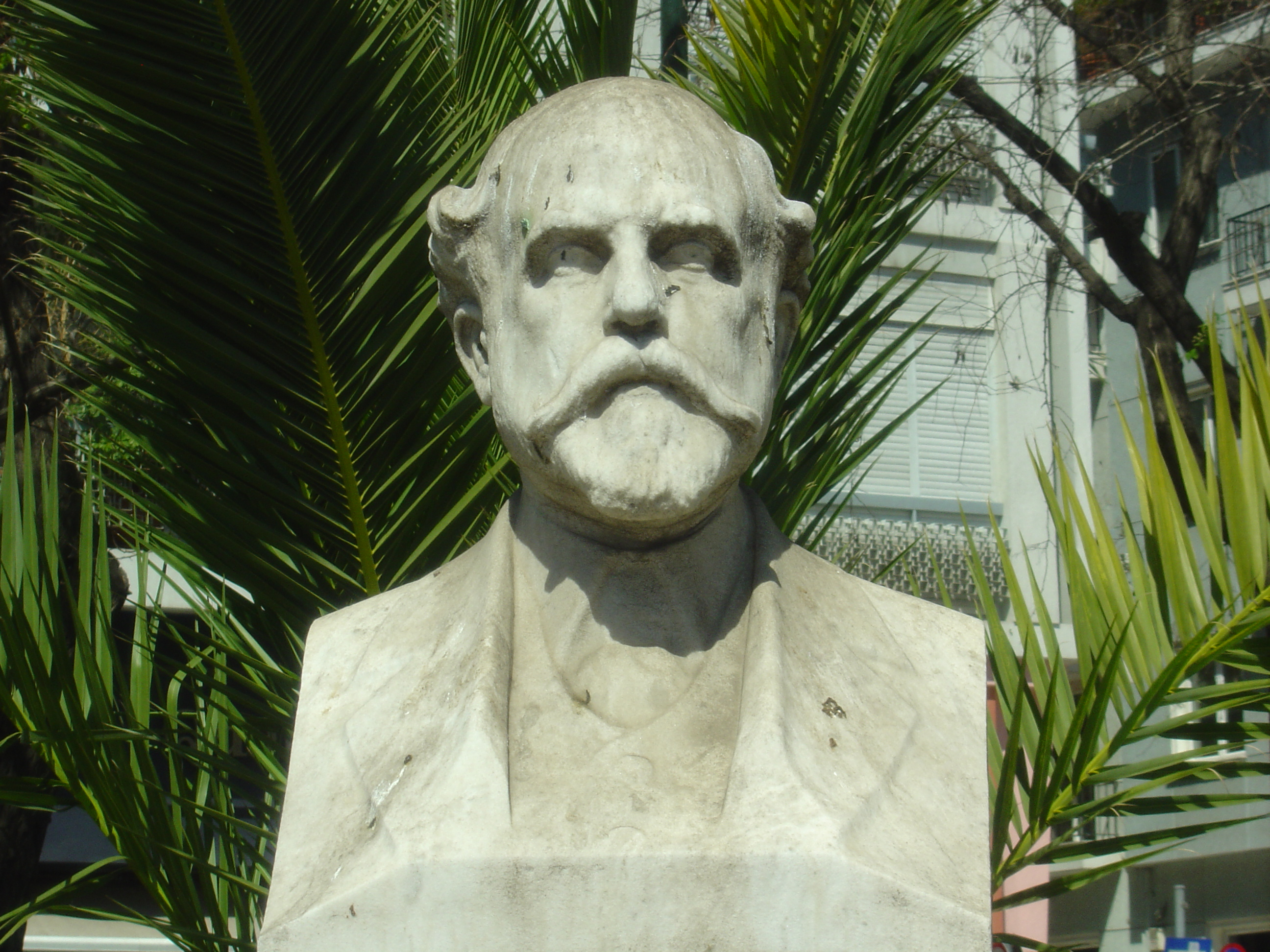
Скульптор Петрос Румбос, бюст поэта на площади Мавилиса Афины.

- 1860 : Лорендзос Мавилис родился на греческом острове Итака. Его дед по отцовской линии был консулом Испании в Керкира. На Керкире Мавилис и провёл большую часть своей жизни. Мавилис был высокого роста светловолосым и голубоглазым.
- 1880 : Мавилис уезжает в Германию на учёбу — филология и философия. Учёба его продолжилась четырнадцать лет. В эти годы Мавилис был под воздействием теорий Ницше (он даже написал сонет с заглавием Сверхчеловек), «Критики чистого разума» рационалиста Иммануила Канта и пессимиста Артура Шопенгауэра. Мавилис также изучал санскритские философские тексты и перевёл отрывки из индийского мифологического эпоса Махабхарата. В германский период своей жизни Мавилис писал лирические стихи, в основном сонеты, и шахматные задачи, которые публиковал в немецких журналах.
- 1887 : участвует как Lorenzo Mabillis в шахматном турнире в городе Франкфурт.
- 1889 : участвует под именем Sillibam в шахматном турнире столицы южной Силезии городе Бреслау (сегодняшний Вроцлав).
- 1896 : Мавилис принимает участие в восстании на острове Крит, воюя вместе с критянами в критских горах против турок.
- 1897 : С началом греко-турецкой войны Мавилис организовал отряд семидесяти добровольцев с острова Керкира и принял участие в военных действиях в области Эпир, где был ранен в руку. Все расходы этого отряда добровольцев Мавилис покрыл из собственных средств.
- 1909 : Становится революционным агитатором.
- 1910 : Избирается депутатом парламента от острова Керкира.
- 1911 : Защищая сегодняшний разговорный язык димотика и выступая в Парламенте Греции, Мавилис говорит, обращаясь к сторонникам норм древнего языка кафаревуса: Нет вульгарного языка. Есть вульгарные люди, и среди сторонников кафаревусы есть много вульгарных людей. (Записи парламентских прений, 1911 г., стр. 689, заседание 36).
- 28 ноября 1912 : Во главе добровольцев греческой гарибальдийской роты Мавилис участвует и погибает в кровавом сражении при Дрискос, на подступах к городу Янина, Первая Балканская война.

## Поэт Мавилис
Сонеты Мавилиса отличаются совершенной формой и исключительным содержанием, которое однако характеризуется явным пессимизмом. Его сонеты с одиннадцатисложными стихами более искусны по сравнению со стихами его современников, (см. Костис Паламас, «Родины», 1895), и вносят новые элементы, как то: начинать предложение в середине стиха, существование диалога и тому подобное.

## Шахматист Мавилис
|   | a | b | c | d | e | f | g | h |   |
| - | --- | --- | --- | --- | --- | --- | --- | --- | - |
| 8 | a8 белый король · d8 чёрный конь · h8 чёрный слон · a7 чёрная пешка · d7 чёрная ладья · c6 белая ладья · c5 чёрная ладья · d5 чёрная пешка · b4 чёрная пешка · d4 чёрный король · f4 белый слон · d3 чёрная пешка · f3 белый ферзь · c2 чёрный слон · d2 белый конь | a8 белый король · d8 чёрный конь · h8 чёрный слон · a7 чёрная пешка · d7 чёрная ладья · c6 белая ладья · c5 чёрная ладья · d5 чёрная пешка · b4 чёрная пешка · d4 чёрный король · f4 белый слон · d3 чёрная пешка · f3 белый ферзь · c2 чёрный слон · d2 белый конь | a8 белый король · d8 чёрный конь · h8 чёрный слон · a7 чёрная пешка · d7 чёрная ладья · c6 белая ладья · c5 чёрная ладья · d5 чёрная пешка · b4 чёрная пешка · d4 чёрный король · f4 белый слон · d3 чёрная пешка · f3 белый ферзь · c2 чёрный слон · d2 белый конь | a8 белый король · d8 чёрный конь · h8 чёрный слон · a7 чёрная пешка · d7 чёрная ладья · c6 белая ладья · c5 чёрная ладья · d5 чёрная пешка · b4 чёрная пешка · d4 чёрный король · f4 белый слон · d3 чёрная пешка · f3 белый ферзь · c2 чёрный слон · d2 белый конь | a8 белый король · d8 чёрный конь · h8 чёрный слон · a7 чёрная пешка · d7 чёрная ладья · c6 белая ладья · c5 чёрная ладья · d5 чёрная пешка · b4 чёрная пешка · d4 чёрный король · f4 белый слон · d3 чёрная пешка · f3 белый ферзь · c2 чёрный слон · d2 белый конь | a8 белый король · d8 чёрный конь · h8 чёрный слон · a7 чёрная пешка · d7 чёрная ладья · c6 белая ладья · c5 чёрная ладья · d5 чёрная пешка · b4 чёрная пешка · d4 чёрный король · f4 белый слон · d3 чёрная пешка · f3 белый ферзь · c2 чёрный слон · d2 белый конь | a8 белый король · d8 чёрный конь · h8 чёрный слон · a7 чёрная пешка · d7 чёрная ладья · c6 белая ладья · c5 чёрная ладья · d5 чёрная пешка · b4 чёрная пешка · d4 чёрный король · f4 белый слон · d3 чёрная пешка · f3 белый ферзь · c2 чёрный слон · d2 белый конь | a8 белый король · d8 чёрный конь · h8 чёрный слон · a7 чёрная пешка · d7 чёрная ладья · c6 белая ладья · c5 чёрная ладья · d5 чёрная пешка · b4 чёрная пешка · d4 чёрный король · f4 белый слон · d3 чёрная пешка · f3 белый ферзь · c2 чёрный слон · d2 белый конь | 8 |
| 7 | a8 белый король · d8 чёрный конь · h8 чёрный слон · a7 чёрная пешка · d7 чёрная ладья · c6 белая ладья · c5 чёрная ладья · d5 чёрная пешка · b4 чёрная пешка · d4 чёрный король · f4 белый слон · d3 чёрная пешка · f3 белый ферзь · c2 чёрный слон · d2 белый конь | a8 белый король · d8 чёрный конь · h8 чёрный слон · a7 чёрная пешка · d7 чёрная ладья · c6 белая ладья · c5 чёрная ладья · d5 чёрная пешка · b4 чёрная пешка · d4 чёрный король · f4 белый слон · d3 чёрная пешка · f3 белый ферзь · c2 чёрный слон · d2 белый конь | a8 белый король · d8 чёрный конь · h8 чёрный слон · a7 чёрная пешка · d7 чёрная ладья · c6 белая ладья · c5 чёрная ладья · d5 чёрная пешка · b4 чёрная пешка · d4 чёрный король · f4 белый слон · d3 чёрная пешка · f3 белый ферзь · c2 чёрный слон · d2 белый конь | a8 белый король · d8 чёрный конь · h8 чёрный слон · a7 чёрная пешка · d7 чёрная ладья · c6 белая ладья · c5 чёрная ладья · d5 чёрная пешка · b4 чёрная пешка · d4 чёрный король · f4 белый слон · d3 чёрная пешка · f3 белый ферзь · c2 чёрный слон · d2 белый конь | a8 белый король · d8 чёрный конь · h8 чёрный слон · a7 чёрная пешка · d7 чёрная ладья · c6 белая ладья · c5 чёрная ладья · d5 чёрная пешка · b4 чёрная пешка · d4 чёрный король · f4 белый слон · d3 чёрная пешка · f3 белый ферзь · c2 чёрный слон · d2 белый конь | a8 белый король · d8 чёрный конь · h8 чёрный слон · a7 чёрная пешка · d7 чёрная ладья · c6 белая ладья · c5 чёрная ладья · d5 чёрная пешка · b4 чёрная пешка · d4 чёрный король · f4 белый слон · d3 чёрная пешка · f3 белый ферзь · c2 чёрный слон · d2 белый конь | a8 белый король · d8 чёрный конь · h8 чёрный слон · a7 чёрная пешка · d7 чёрная ладья · c6 белая ладья · c5 чёрная ладья · d5 чёрная пешка · b4 чёрная пешка · d4 чёрный король · f4 белый слон · d3 чёрная пешка · f3 белый ферзь · c2 чёрный слон · d2 белый конь | a8 белый король · d8 чёрный конь · h8 чёрный слон · a7 чёрная пешка · d7 чёрная ладья · c6 белая ладья · c5 чёрная ладья · d5 чёрная пешка · b4 чёрная пешка · d4 чёрный король · f4 белый слон · d3 чёрная пешка · f3 белый ферзь · c2 чёрный слон · d2 белый конь | 7 |
| 6 | a8 белый король · d8 чёрный конь · h8 чёрный слон · a7 чёрная пешка · d7 чёрная ладья · c6 белая ладья · c5 чёрная ладья · d5 чёрная пешка · b4 чёрная пешка · d4 чёрный король · f4 белый слон · d3 чёрная пешка · f3 белый ферзь · c2 чёрный слон · d2 белый конь | a8 белый король · d8 чёрный конь · h8 чёрный слон · a7 чёрная пешка · d7 чёрная ладья · c6 белая ладья · c5 чёрная ладья · d5 чёрная пешка · b4 чёрная пешка · d4 чёрный король · f4 белый слон · d3 чёрная пешка · f3 белый ферзь · c2 чёрный слон · d2 белый конь | a8 белый король · d8 чёрный конь · h8 чёрный слон · a7 чёрная пешка · d7 чёрная ладья · c6 белая ладья · c5 чёрная ладья · d5 чёрная пешка · b4 чёрная пешка · d4 чёрный король · f4 белый слон · d3 чёрная пешка · f3 белый ферзь · c2 чёрный слон · d2 белый конь | a8 белый король · d8 чёрный конь · h8 чёрный слон · a7 чёрная пешка · d7 чёрная ладья · c6 белая ладья · c5 чёрная ладья · d5 чёрная пешка · b4 чёрная пешка · d4 чёрный король · f4 белый слон · d3 чёрная пешка · f3 белый ферзь · c2 чёрный слон · d2 белый конь | a8 белый король · d8 чёрный конь · h8 чёрный слон · a7 чёрная пешка · d7 чёрная ладья · c6 белая ладья · c5 чёрная ладья · d5 чёрная пешка · b4 чёрная пешка · d4 чёрный король · f4 белый слон · d3 чёрная пешка · f3 белый ферзь · c2 чёрный слон · d2 белый конь | a8 белый король · d8 чёрный конь · h8 чёрный слон · a7 чёрная пешка · d7 чёрная ладья · c6 белая ладья · c5 чёрная ладья · d5 чёрная пешка · b4 чёрная пешка · d4 чёрный король · f4 белый слон · d3 чёрная пешка · f3 белый ферзь · c2 чёрный слон · d2 белый конь | a8 белый король · d8 чёрный конь · h8 чёрный слон · a7 чёрная пешка · d7 чёрная ладья · c6 белая ладья · c5 чёрная ладья · d5 чёрная пешка · b4 чёрная пешка · d4 чёрный король · f4 белый слон · d3 чёрная пешка · f3 белый ферзь · c2 чёрный слон · d2 белый конь | a8 белый король · d8 чёрный конь · h8 чёрный слон · a7 чёрная пешка · d7 чёрная ладья · c6 белая ладья · c5 чёрная ладья · d5 чёрная пешка · b4 чёрная пешка · d4 чёрный король · f4 белый слон · d3 чёрная пешка · f3 белый ферзь · c2 чёрный слон · d2 белый конь | 6 |
| 5 | a8 белый король · d8 чёрный конь · h8 чёрный слон · a7 чёрная пешка · d7 чёрная ладья · c6 белая ладья · c5 чёрная ладья · d5 чёрная пешка · b4 чёрная пешка · d4 чёрный король · f4 белый слон · d3 чёрная пешка · f3 белый ферзь · c2 чёрный слон · d2 белый конь | a8 белый король · d8 чёрный конь · h8 чёрный слон · a7 чёрная пешка · d7 чёрная ладья · c6 белая ладья · c5 чёрная ладья · d5 чёрная пешка · b4 чёрная пешка · d4 чёрный король · f4 белый слон · d3 чёрная пешка · f3 белый ферзь · c2 чёрный слон · d2 белый конь | a8 белый король · d8 чёрный конь · h8 чёрный слон · a7 чёрная пешка · d7 чёрная ладья · c6 белая ладья · c5 чёрная ладья · d5 чёрная пешка · b4 чёрная пешка · d4 чёрный король · f4 белый слон · d3 чёрная пешка · f3 белый ферзь · c2 чёрный слон · d2 белый конь | a8 белый король · d8 чёрный конь · h8 чёрный слон · a7 чёрная пешка · d7 чёрная ладья · c6 белая ладья · c5 чёрная ладья · d5 чёрная пешка · b4 чёрная пешка · d4 чёрный король · f4 белый слон · d3 чёрная пешка · f3 белый ферзь · c2 чёрный слон · d2 белый конь | a8 белый король · d8 чёрный конь · h8 чёрный слон · a7 чёрная пешка · d7 чёрная ладья · c6 белая ладья · c5 чёрная ладья · d5 чёрная пешка · b4 чёрная пешка · d4 чёрный король · f4 белый слон · d3 чёрная пешка · f3 белый ферзь · c2 чёрный слон · d2 белый конь | a8 белый король · d8 чёрный конь · h8 чёрный слон · a7 чёрная пешка · d7 чёрная ладья · c6 белая ладья · c5 чёрная ладья · d5 чёрная пешка · b4 чёрная пешка · d4 чёрный король · f4 белый слон · d3 чёрная пешка · f3 белый ферзь · c2 чёрный слон · d2 белый конь | a8 белый король · d8 чёрный конь · h8 чёрный слон · a7 чёрная пешка · d7 чёрная ладья · c6 белая ладья · c5 чёрная ладья · d5 чёрная пешка · b4 чёрная пешка · d4 чёрный король · f4 белый слон · d3 чёрная пешка · f3 белый ферзь · c2 чёрный слон · d2 белый конь | a8 белый король · d8 чёрный конь · h8 чёрный слон · a7 чёрная пешка · d7 чёрная ладья · c6 белая ладья · c5 чёрная ладья · d5 чёрная пешка · b4 чёрная пешка · d4 чёрный король · f4 белый слон · d3 чёрная пешка · f3 белый ферзь · c2 чёрный слон · d2 белый конь | 5 |
| 4 | a8 белый король · d8 чёрный конь · h8 чёрный слон · a7 чёрная пешка · d7 чёрная ладья · c6 белая ладья · c5 чёрная ладья · d5 чёрная пешка · b4 чёрная пешка · d4 чёрный король · f4 белый слон · d3 чёрная пешка · f3 белый ферзь · c2 чёрный слон · d2 белый конь | a8 белый король · d8 чёрный конь · h8 чёрный слон · a7 чёрная пешка · d7 чёрная ладья · c6 белая ладья · c5 чёрная ладья · d5 чёрная пешка · b4 чёрная пешка · d4 чёрный король · f4 белый слон · d3 чёрная пешка · f3 белый ферзь · c2 чёрный слон · d2 белый конь | a8 белый король · d8 чёрный конь · h8 чёрный слон · a7 чёрная пешка · d7 чёрная ладья · c6 белая ладья · c5 чёрная ладья · d5 чёрная пешка · b4 чёрная пешка · d4 чёрный король · f4 белый слон · d3 чёрная пешка · f3 белый ферзь · c2 чёрный слон · d2 белый конь | a8 белый король · d8 чёрный конь · h8 чёрный слон · a7 чёрная пешка · d7 чёрная ладья · c6 белая ладья · c5 чёрная ладья · d5 чёрная пешка · b4 чёрная пешка · d4 чёрный король · f4 белый слон · d3 чёрная пешка · f3 белый ферзь · c2 чёрный слон · d2 белый конь | a8 белый король · d8 чёрный конь · h8 чёрный слон · a7 чёрная пешка · d7 чёрная ладья · c6 белая ладья · c5 чёрная ладья · d5 чёрная пешка · b4 чёрная пешка · d4 чёрный король · f4 белый слон · d3 чёрная пешка · f3 белый ферзь · c2 чёрный слон · d2 белый конь | a8 белый король · d8 чёрный конь · h8 чёрный слон · a7 чёрная пешка · d7 чёрная ладья · c6 белая ладья · c5 чёрная ладья · d5 чёрная пешка · b4 чёрная пешка · d4 чёрный король · f4 белый слон · d3 чёрная пешка · f3 белый ферзь · c2 чёрный слон · d2 белый конь | a8 белый король · d8 чёрный конь · h8 чёрный слон · a7 чёрная пешка · d7 чёрная ладья · c6 белая ладья · c5 чёрная ладья · d5 чёрная пешка · b4 чёрная пешка · d4 чёрный король · f4 белый слон · d3 чёрная пешка · f3 белый ферзь · c2 чёрный слон · d2 белый конь | a8 белый король · d8 чёрный конь · h8 чёрный слон · a7 чёрная пешка · d7 чёрная ладья · c6 белая ладья · c5 чёрная ладья · d5 чёрная пешка · b4 чёрная пешка · d4 чёрный король · f4 белый слон · d3 чёрная пешка · f3 белый ферзь · c2 чёрный слон · d2 белый конь | 4 |
| 3 | a8 белый король · d8 чёрный конь · h8 чёрный слон · a7 чёрная пешка · d7 чёрная ладья · c6 белая ладья · c5 чёрная ладья · d5 чёрная пешка · b4 чёрная пешка · d4 чёрный король · f4 белый слон · d3 чёрная пешка · f3 белый ферзь · c2 чёрный слон · d2 белый конь | a8 белый король · d8 чёрный конь · h8 чёрный слон · a7 чёрная пешка · d7 чёрная ладья · c6 белая ладья · c5 чёрная ладья · d5 чёрная пешка · b4 чёрная пешка · d4 чёрный король · f4 белый слон · d3 чёрная пешка · f3 белый ферзь · c2 чёрный слон · d2 белый конь | a8 белый король · d8 чёрный конь · h8 чёрный слон · a7 чёрная пешка · d7 чёрная ладья · c6 белая ладья · c5 чёрная ладья · d5 чёрная пешка · b4 чёрная пешка · d4 чёрный король · f4 белый слон · d3 чёрная пешка · f3 белый ферзь · c2 чёрный слон · d2 белый конь | a8 белый король · d8 чёрный конь · h8 чёрный слон · a7 чёрная пешка · d7 чёрная ладья · c6 белая ладья · c5 чёрная ладья · d5 чёрная пешка · b4 чёрная пешка · d4 чёрный король · f4 белый слон · d3 чёрная пешка · f3 белый ферзь · c2 чёрный слон · d2 белый конь | a8 белый король · d8 чёрный конь · h8 чёрный слон · a7 чёрная пешка · d7 чёрная ладья · c6 белая ладья · c5 чёрная ладья · d5 чёрная пешка · b4 чёрная пешка · d4 чёрный король · f4 белый слон · d3 чёрная пешка · f3 белый ферзь · c2 чёрный слон · d2 белый конь | a8 белый король · d8 чёрный конь · h8 чёрный слон · a7 чёрная пешка · d7 чёрная ладья · c6 белая ладья · c5 чёрная ладья · d5 чёрная пешка · b4 чёрная пешка · d4 чёрный король · f4 белый слон · d3 чёрная пешка · f3 белый ферзь · c2 чёрный слон · d2 белый конь | a8 белый король · d8 чёрный конь · h8 чёрный слон · a7 чёрная пешка · d7 чёрная ладья · c6 белая ладья · c5 чёрная ладья · d5 чёрная пешка · b4 чёрная пешка · d4 чёрный король · f4 белый слон · d3 чёрная пешка · f3 белый ферзь · c2 чёрный слон · d2 белый конь | a8 белый король · d8 чёрный конь · h8 чёрный слон · a7 чёрная пешка · d7 чёрная ладья · c6 белая ладья · c5 чёрная ладья · d5 чёрная пешка · b4 чёрная пешка · d4 чёрный король · f4 белый слон · d3 чёрная пешка · f3 белый ферзь · c2 чёрный слон · d2 белый конь | 3 |
| 2 | a8 белый король · d8 чёрный конь · h8 чёрный слон · a7 чёрная пешка · d7 чёрная ладья · c6 белая ладья · c5 чёрная ладья · d5 чёрная пешка · b4 чёрная пешка · d4 чёрный король · f4 белый слон · d3 чёрная пешка · f3 белый ферзь · c2 чёрный слон · d2 белый конь | a8 белый король · d8 чёрный конь · h8 чёрный слон · a7 чёрная пешка · d7 чёрная ладья · c6 белая ладья · c5 чёрная ладья · d5 чёрная пешка · b4 чёрная пешка · d4 чёрный король · f4 белый слон · d3 чёрная пешка · f3 белый ферзь · c2 чёрный слон · d2 белый конь | a8 белый король · d8 чёрный конь · h8 чёрный слон · a7 чёрная пешка · d7 чёрная ладья · c6 белая ладья · c5 чёрная ладья · d5 чёрная пешка · b4 чёрная пешка · d4 чёрный король · f4 белый слон · d3 чёрная пешка · f3 белый ферзь · c2 чёрный слон · d2 белый конь | a8 белый король · d8 чёрный конь · h8 чёрный слон · a7 чёрная пешка · d7 чёрная ладья · c6 белая ладья · c5 чёрная ладья · d5 чёрная пешка · b4 чёрная пешка · d4 чёрный король · f4 белый слон · d3 чёрная пешка · f3 белый ферзь · c2 чёрный слон · d2 белый конь | a8 белый король · d8 чёрный конь · h8 чёрный слон · a7 чёрная пешка · d7 чёрная ладья · c6 белая ладья · c5 чёрная ладья · d5 чёрная пешка · b4 чёрная пешка · d4 чёрный король · f4 белый слон · d3 чёрная пешка · f3 белый ферзь · c2 чёрный слон · d2 белый конь | a8 белый король · d8 чёрный конь · h8 чёрный слон · a7 чёрная пешка · d7 чёрная ладья · c6 белая ладья · c5 чёрная ладья · d5 чёрная пешка · b4 чёрная пешка · d4 чёрный король · f4 белый слон · d3 чёрная пешка · f3 белый ферзь · c2 чёрный слон · d2 белый конь | a8 белый король · d8 чёрный конь · h8 чёрный слон · a7 чёрная пешка · d7 чёрная ладья · c6 белая ладья · c5 чёрная ладья · d5 чёрная пешка · b4 чёрная пешка · d4 чёрный король · f4 белый слон · d3 чёрная пешка · f3 белый ферзь · c2 чёрный слон · d2 белый конь | a8 белый король · d8 чёрный конь · h8 чёрный слон · a7 чёрная пешка · d7 чёрная ладья · c6 белая ладья · c5 чёрная ладья · d5 чёрная пешка · b4 чёрная пешка · d4 чёрный король · f4 белый слон · d3 чёрная пешка · f3 белый ферзь · c2 чёрный слон · d2 белый конь | 2 |
| 1 | a8 белый король · d8 чёрный конь · h8 чёрный слон · a7 чёрная пешка · d7 чёрная ладья · c6 белая ладья · c5 чёрная ладья · d5 чёрная пешка · b4 чёрная пешка · d4 чёрный король · f4 белый слон · d3 чёрная пешка · f3 белый ферзь · c2 чёрный слон · d2 белый конь | a8 белый король · d8 чёрный конь · h8 чёрный слон · a7 чёрная пешка · d7 чёрная ладья · c6 белая ладья · c5 чёрная ладья · d5 чёрная пешка · b4 чёрная пешка · d4 чёрный король · f4 белый слон · d3 чёрная пешка · f3 белый ферзь · c2 чёрный слон · d2 белый конь | a8 белый король · d8 чёрный конь · h8 чёрный слон · a7 чёрная пешка · d7 чёрная ладья · c6 белая ладья · c5 чёрная ладья · d5 чёрная пешка · b4 чёрная пешка · d4 чёрный король · f4 белый слон · d3 чёрная пешка · f3 белый ферзь · c2 чёрный слон · d2 белый конь | a8 белый король · d8 чёрный конь · h8 чёрный слон · a7 чёрная пешка · d7 чёрная ладья · c6 белая ладья · c5 чёрная ладья · d5 чёрная пешка · b4 чёрная пешка · d4 чёрный король · f4 белый слон · d3 чёрная пешка · f3 белый ферзь · c2 чёрный слон · d2 белый конь | a8 белый король · d8 чёрный конь · h8 чёрный слон · a7 чёрная пешка · d7 чёрная ладья · c6 белая ладья · c5 чёрная ладья · d5 чёрная пешка · b4 чёрная пешка · d4 чёрный король · f4 белый слон · d3 чёрная пешка · f3 белый ферзь · c2 чёрный слон · d2 белый конь | a8 белый король · d8 чёрный конь · h8 чёрный слон · a7 чёрная пешка · d7 чёрная ладья · c6 белая ладья · c5 чёрная ладья · d5 чёрная пешка · b4 чёрная пешка · d4 чёрный король · f4 белый слон · d3 чёрная пешка · f3 белый ферзь · c2 чёрный слон · d2 белый конь | a8 белый король · d8 чёрный конь · h8 чёрный слон · a7 чёрная пешка · d7 чёрная ладья · c6 белая ладья · c5 чёрная ладья · d5 чёрная пешка · b4 чёрная пешка · d4 чёрный король · f4 белый слон · d3 чёрная пешка · f3 белый ферзь · c2 чёрный слон · d2 белый конь | a8 белый король · d8 чёрный конь · h8 чёрный слон · a7 чёрная пешка · d7 чёрная ладья · c6 белая ладья · c5 чёрная ладья · d5 чёрная пешка · b4 чёрная пешка · d4 чёрный король · f4 белый слон · d3 чёрная пешка · f3 белый ферзь · c2 чёрный слон · d2 белый конь | 1 |
|   | a | b | c | d | e | f | g | h |   |

Мавилиса можно считать первым греческим, международно признанным составителем шахматных задач. В приложении задача, переизданная Греческими шахматными ведомостями в 1971 г .